# François de Bremond
François de Bremond, né le 14 septembre 1713 à Paris où il est mort le 21 mars 1742, est un érudit français. François de Brémond est le fils de Sicaire de Brémond, avocat au parlement de Paris et de Geneviève Sorin, fille d'un avocat du parlement. Il a fait ses humanités au Collège des Quatre-Nations et sa philosophie au collège de Beauvais. Il a étudié le droit et la médecine et a suivi les cours de langues orientales du Collège royal. Sa connaissance de ces langues a été suffisante pour être appelé à les enseigner à Reims, mais il n'a pas accepté car son père le destinait au barreau. Cependant, son goût l'a ramené à la médecine, à la physique et à l'histoire naturelle. Son père a accepté qu'il continue dans cette voie.
Son attrait pour la littérature et les sciences vont d'abord l'entraîner à faire la traduction des Philosophical Transactions de la Royal Society de Londres qu'il accompagnait de notes, de réflexions savantes, d'avertissements, en indiquant les articles des Mémoires de l'Académie royale des sciences qui pouvaient s'y rapporter ou dans les Journaux savants. Il en a donné quatre volumes pour les années 1731 à 1736 inclus et un volume de tables générales depuis 1665.
François de Brémond a été accueilli à l'Académie royale des sciences comme adjoint botaniste le 16 mars 1739 et a lu la même année un mémoire sur la respiration. Il a continué à traduire d'autres ouvrages de l'anglais au français.

## Biographie
Fils de Sicaire de Bremond avocat au Parlement et de Geneviève Sorin fille d’un avocat en la même cour, il fit ses humanités au collège des Quatre-Nations, et sa philosophie au collège de Beauvais. Il étudia ensuite le droit et la médecine, il allait en même temps apprendre les langues orientales au Collège royal, dans lesquelles il devint si habile qu’il fut appelé à Reims pour les enseigner mais, par déférence pour son père qui le destinait au barreau, il refusa cette chaire.
Un attrait plus puissant que celui des langues, de la jurisprudence, ou du droit le ramenait cependant sans cesse à la médecine, à la physique et à l’histoire naturelle. Ses parents eux-mêmes, sensibles aux succès qui le confortaient dans ce gout dominant, l’autorisèrent enfin à s’y livrer, sans abandonner la littérature ou la critique, dans lesquelles il avait déjà beaucoup progressé. Le plus vaste champ où il se soit exercé, est sa traduction des Transactions Philosophiques de la Société Royale de Londres, la revue publiant les recherches de l’époque sur les mathématiques, la physique, l’histoire naturelle, de la médecine, les belles-lettres, sur la chronologie et l’Histoire, enrichie de notes, de réflexions savantes et d’avertissements, où il indique sur chaque sujet tout ce qu’on trouve de pareil, ou qui s’y rapporte, dans les Mémoires de l’Académie des Sciences, dans les journaux littéraires qui en ont donné des extraits, et dans tous les autres ouvrages, tant anciens que modernes, où les mêmes matières sont traitées. Il en a donné quatre volumes in-4° allant des années 1731 à 1736 inclusivement, et un volume de tables générales par ordre des matières, et par ordre chronologique des titres des ouvrages et des noms des auteurs, accompagnées de semblables indices plus succincts, depuis l’année 1665, qui est celle de l’établissement de la Royal Society, jusqu’en 1735.
Ayant entrepris ce grand ouvrage dès 1737, Bremond se limita, dans les premiers temps, à de simples extraits semblables à ceux donnés John Lowthorp et Motte (en) , sous te titre d’Abrégé des transactions philosophiques, mais l’importance du sujet ayant attiré l’attention des savants, et le chancelier ayant été informé de ce travail, assembla chez lui plusieurs Membres des deux Académies, des Sciences et des Belles-Lettres, pour délibérer sur la manière de rendre cette traduction plus utile au public, et à l’Académie qu’elle intéressait particulièrement. L’avis du chancelier et la pluralité des voix furent pour la traduction entière et fidèle du texte, sans préjudice aux notes instructives que le traducteur jugerait à propos d’y ajouter séparément.
La Société Royale de Londres accorda, à cette occasion, le titre de secrétaire de la Royal Society, pour lui montrer son approbation. Reçu adjoint le 18 mars 1739, à l’Académie des Sciences, il y lut, la même année, un mémoire sur la respiration, qui postulait, sur la base d’expériences qu’il avait menées, que le poumon avait un mouvement propre, indépendant de la poitrine. Il s’était également associé avec le Professeur Morand pour recueillir et pour traduire tout ce qui avait été donné en Angleterre sur le fameux remède de la pierre, connu sous le nom de Johanna Stephens. Il a également veillé à la traduction et à l’édition des Expériences physiques de Stephen Hales. Enfin il publia, peu de temps avant la mort, la traduction des Nouvelles Tables loxodromiques de Patrick Murdoch, qui consistent en une application de la figure de la terre aplatie par les pôles, à la construction des cartes marines réduites.
Lorsque, de santé délicate, continuellement à l’étude et au travail, il fut atteint d’abattement vers la fin de 1741, et mourut au début de l’année suivante. On a trouvé parmi ses papiers une traduction toute prête à paraitre des Expériences physico-méchaniques de Francis Hauksbee, et une histoire complète de celles de l’électricité. Il avait également bien avancé le cinquième volume de la traduction des Transactions Philosophiques. Allié par la famille de sa mère à des maisons distinguées dans la magistrature, son grand-père paternel, Antoine de Bremond, exerçait la médecine à Périgueux, et avait plusieurs frères, dont l’un nommé Sicaire, fut médecin de Philippe d’Orléans, et un autre, Gabriel de Bremond, capitaine de vaisseaux, connu par une relation sur les lois, les mœurs et les coutumes des pays où il avait voyagé.

## Famille
- Antoine de Bremond, médecin à Périgueux,
  - Sicaire de Bremond, marié à Geneviève Sorin,
    - Sicaire de Bremond, médecin de Monsieur, frère du roi Louis XIV,
    - Gabriel de Bremond, capitaine de vaisseau,
    - François de Bremond

## Traductions
- Francis Hauksbee, Expériences physico-mécaniques sur différents sujets, Paris, Claude-Antoine Jombert, 1754, clxxvi-490, 2 vol. in-8° (OCLC 467323768, lire en ligne).
- Patrick Murdoch, Nouvelles tables loxodromiques : ou Application de la théorie de la véritable figure de la Terre à la construction des cartes marines réduites, Paris, Durand, 1742 (OCLC 26149361, lire en ligne).
- Stephen Hales, Recueil d’expériences et d’observations sur la pierre : et en particulier sur les effets des remèdes de Mademoiselle Stephens, pour dissoudre la pierre, Paris, Durand, 1743 (OCLC 49102356, lire en ligne).
- Royal Society, Transactions philosophiques de la Société royale de Londres, Paris, Piget, 1731-36, 250 p. (OCLC 562390072, lire en ligne).